# Осіни (Ґродзиський повіт)
Осіни (пол. Osiny) — село в Польщі, у гміні Баранув Ґродзиського повіту Мазовецького воєводства.
Населення — 147 осіб (2011).
У 1975-1998 роках село належало до Скерневицького воєводства.

## Демографія
Демографічна структура станом на 31 березня 2011 року:
|          | Загалом | Допрацездатний вік | Працездатний вік | Постпрацездатний вік |
| -------- | ------- | ------------------ | ---------------- | -------------------- |
| Чоловіки | 71      | 19                 | 41               | 11                   |
| Жінки    | 76      | 15                 | 41               | 20                   |
| Разом    | 147     | 34                 | 82               | 31                   |